# Hans-Joachim Merker
Hans-Joachim Merker (* 7. Oktober 1929 in Merseburg; † 17. August 2014) war ein deutscher Anatom und Hochschullehrer an der Freien Universität Berlin.

## Leben

### Herkunft und Ausbildung
Merker war Sohn des Arztes Rudolph Merker und seiner Ehefrau Hertha, geb. Stelling.
Er wuchs in ländlicher Umgebung in Frankleben bei Merseburg auf, wo sein Vater praktizierte. Dort ging er zur Grundschule, bevor er auf das Domgymnasium zu Merseburg wechselte. Hier bestand er Ende 1947 das Abitur. Sein Berufswunsch war ihm von Anfang an klar: Medizin. Wegen seiner akademischen Herkunft war in der Sowjetischen Besatzungszone eine Zulassung zur Universität nicht möglich. Er begann deshalb eine Krankenpflegeausbildung. 1948 wurde er an der neuen Freien Universität Berlin zum Studium zugelassen, allerdings nur für die Fächer Archäologie und Kunstgeschichte. Der Wechsel zur Medizin gelang 1950, das Staatsexamen 1956. Die Pflichtassistentenzeit absolvierte Merker am Martin-Luther-Krankenhaus in Berlin-Schmargendorf in den Fächern Chirurgie, Innere Medizin und Gynäkologie.

### Akademischer Werdegang
Ab 1957 arbeitete er am Anatomischen Institut der Freien Universität Berlin in der Abteilung von Willy Schwarz. 1958 wurde er promoviert, 1964 folgte die Habilitation, 1968 die Ernennung zum Außerplanmäßigen Professor. 1972 übernahm er selber den Lehrstuhl. Von 1980 bis 1981 war er Vorsitzender des Fachbereichs (Dekan). 1998 wurde er emeritiert.
Merker hat mehr als 250 Publikationen verfasst, drei Bücher geschrieben und fünf herausgegeben. Dazu war er als Gutachter für die Zeitschriften Teratology und Naunyn-Schmiedeberg's Archives of Pharmacology tätig.

### Tod
Hans-Joachim Merker starb 2014 im Alter von 84 Jahren. Sein Grab befindet sich auf dem St.-Annen-Kirchhof in Berlin-Dahlem.

## Forschung
Die ersten eigenen Arbeiten betrafen das Bindegewebe sowie über Wirkung und Mangel an Magnesium. Unterbrochen wurde diese Entwicklung durch einen einjährigen Forschungsaufenthalt in Israel 1965 am Weizmann-Institut zur Erforschung des Familiären Mittelmeerfiebers. In  den folgenden Jahren fanden Aufenthalte in England und Schweden statt. Hauptthemen von 1968 bis 1995 waren: Die Aufklärung der Entwicklung und Eignung des Weißbüschelaffens (Callithrix jacchus) für teratologische Untersuchungen, die Probleme des physiologischen und teratogen ausgelösten Zelltodes und die Aufklärung vieler teratogener Embryonalschäden. Die Zusammenarbeit mit der HNO-Klinik betrachtete er als „Kür“. In seiner späteren Tätigkeit stand die Beschäftigung mit den Problemen der epithelio–mesenchymalem Interaktionen und der zwischen beiden Geweben liegenden Grenzschicht (Basalmembran) im Vordergrund.

## Veröffentlichungen (Auswahl)

### Als Autor
- Köpf – Maier und Merker: Elektronenmikroskopischer Atlas. Blackwell – Wissenschaft, Berlin 1989, ISBN 978-3894120542.
- Staudt und Merker: Anatomie für medizinische Hilfsberufe. W. de Gruyter, Berlin 1989.
- Dennhardt, Merker et al.: Anatomie für Anästhesisten. Blackwell, Berlin 1990, ISBN 978-3894121013.

### Als Herausgeber
- Risk assessment of prenatally – induced adverse health effects (mit Neubert, Kavlock und Klein). Springer, Berlin et al. 1992.
- Methods in prenatal toxicology (mit Neubert und Kwasigroch). G. Thieme, Stuttgart 1977.
- Teratology of the limbs (mit anderen). W. de Gruyter, Berlin 1981.
- Culture techniques (mit Neubert). W. de Gruyter, Berlin 1981.